# 29 пальм (фільм)
«29 пальм» — фільм 2002 року.

## Зміст
На зупинці «29 пальм» звичайний бродяга знаходить сумку повну готівки. Він забирає її собі і разом з місцевою офіціанткою утікає. А переслідувачів у нього більше, ніж достатньо: безжалісний кілер, охоронець із казино, продажний суддя і найкращий поліцейський міста.